# Bactra furfurana
Bactra furfurana es una especie de polilla del género Bactra, tribu Bactrini, familia Tortricidae. Fue descrita científicamente por Haworth en 1811.
La envergadura es de unos 13–19 milímetros. Se distribuye por Europa: Inglaterra.